# Beltchichta
Beltchichta (en macédonien Белчишта) est un village du sud-ouest de la Macédoine du Nord, chef-lieu de la municipalité de Debartsa. Le village comptait 437 habitants en 2002.

## Démographie
Lors du recensement de 2002, le village comptait :
- Macédoniens : 436
- Serbes : 1